# Mikan no taikyoku
Mikan no Taikyoku (Ván cờ chưa kết thúc) là bộ phim có sự hợp tác làm phim của cả hai nước Nhật và Trung. Bộ phim lấy cảm hứng từ kỳ thủ cờ vây Go Seigen - người được xem là kỳ thủ vĩ đại nhất thế kỷ 20.

## Nội dung
10 năm trước khi nổ ra thế chiến thứ 2 ở châu Á, một bậc thầy cờ vây của Nhật quyết đấu với kỳ phùng địch thủ của ông ta - một bậc thầy cờ vây người Hán ở Trung Quốc. Bậy thầy Nhật Bản tình cờ khám phá ra người con trai của tiên sinh người Hán kia là một thần đồng cờ vây ngàn năm có một. Ngay lập tức, ông nài nỉ thuyết phục người cha cho đứa con trai mình sang Nhật tu nghiệp để trở thành kỳ thủ cờ vây chuyên nghiệp. Nhiều năm trôi qua, cậu bé ngày nào đã trưởng thành và là một trong vài kỳ thủ trẻ hàng đầu của Nhật. Thế rồi chiến tranh nổ ra, sự xâm lược của Nhật vào Trung khiến anh phải quyết định giữa hai con đường: ở lại Nhật tiếp tục con đường kỳ thủ cờ vây nhẹ nhàng thêng thang - khi anh vừa mới đạt danh hiệu Honinbo hay là quay về Trung để chiến đấu bảo vệ đất nước quê hương? Thật không đơn giản khi vợ anh lại là con gái của người thầy đã bao bọc dìu dắt anh bao năm qua. Họ lại mới có đứa con còn đỏ hỏn. Dõi theo câu chuyện của A ming - tên nhân vật chính chúng ta có thể thấy được phần nào bi kịch của mối quan hệ phức tạp giữa 2 đại quốc: Nhật và Trung. - vncovay.org

## Diễn viên
- Rentarou Mikuni trong vai Rinsaku Matsunami
- Misako Konnon trong vai Tomoe